# آحاز

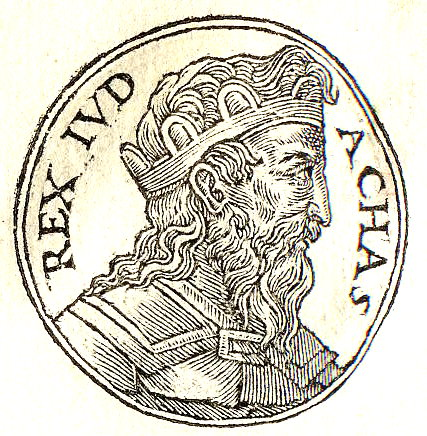
آحاز

َاَحاز پسر یوتام پادشاه یهودا از پادشاهان ذکر شده در کتاب مقدس است.احاز بیست ساله بود که پادشاه شد و شانزده سال بر اورشلیم حکومت کرد. احاز برخلاف سایر پادشاهان یهودا و برخلاف دستورهای یهوه عمل نمود.
رَصِین پادشاه آرام، و قَفَح بن رَمَلیا، پادشاه اسرائیل، به اورشلیم برای جنگ برآمده، احاز را محاصره کردند، اما نتوانستند غالب آیند. احاز رسولی به نزد تیگلات پیلسر سوم -پادشاه آشور- فرستاده، گفت: من بندهٔ تو و پسر تو هستم و از او در برابر دشمنانش طلب یاری نمود. پس پادشاه آشور، خواسته وی را اجابت نمود و پادشاه آشور به دمشق برآمده، آن را گرفت و اهل آن را به قیر به اسیری برد و رصین را به قتل رساند.
اَحاز در شهر داوود دفن شد و پس از مرگ او، پسرش حِزقیا جانشین وی شد.